# Jan Dvořák
Jan Dvořák (* 2. November 1971 in Hamburg) ist ein deutscher Komponist, Autor und Theatermacher. Seine spartenübergreifenden Werke bewegen sich zwischen Performance, Pop und Musiktheater. Gemeinsam mit Julia Warnemünde und Thomas Fiedler bildet er das Musiktheaterkollektiv Kommando Himmelfahrt. Jan Dvořák ist künstlerischer Leiter des Festivals Mannheimer Sommer am Nationaltheater Mannheim. Er lebt und arbeitet in Hamburg sowie im südschwedischen Norrbro.

## Biografie

### Ausbildung
Jan Dvořák wuchs in Hamburg auf und begann in der Grundschule, Klavier, Gitarre und Blockflöte zu lernen und dann ab zwölf Jahren auch Bandmusik zu machen. Erste Kompositionsversuche standen unter dem Einfluss seiner Großmutter, der Alte-Musik-Flötistin Ingeborg Lina Elise Dvořák (1923–1997) und der Bluesband seines Vaters.
Nach Abitur und Zivildienst studierte er ab 1993 Musikwissenschaft und Komposition an der Universität Hamburg, der Hochschule für Musik und Theater Hamburg und der Universität Wien u. a. bei den Komponisten Dieter Einfeldt, Peter Michael Hamel und Erich Urbanner. 1999 begann er ein zusätzliches Dirigierstudium bei Christoph Prick in Hamburg und leitete in der Folge zahlreiche Aufführungen und Inszenierungen zeitgenössischer Musik, unter anderem in der Kampnagelfabrik Hamburg.

### Beruf
Von 2002 bis 2006 ging Jan Dvořák als Leitender Musikdramaturg mit Intendant Res Bosshart an das Südthüringische Staatstheater Meiningen, wo er unter anderem mit Regisseuren wie Andrea Moses, Kazuko Watanabe, Sebastian Baumgarten oder Philipp Stölzl arbeitete und das Festival Junge Hunde leitete.
Nach Ende der Meininger Zeit zog er zurück nach Hamburg und arbeitete wieder freischaffend. Mit dem Komponisten Jan Feddersen gründete er 2006 das bis heute existierende Hamburger Undergroundfestival für Neue Musik klub katarakt. Mit Matthias v. Hartz realisiert er als Dirigent seit 2007 regelmäßig die populäre Orchesterkaraoke. Seine Popaffinität führte zu Kollaborationen mit Künstlern wie Jan Plewka, Anna.Luca, Friedrich Liechtenstein, Ollie Schulz, Kante, Luìsa oder iso 68.
2008 gründete er mit dem Berliner Regisseur Thomas Fiedler die für sein Schaffen zentrale Theaterkompagnie KOMMANDO HIMMELFAHRT, zu der seit 2011 auch Julia Warnemünde gehört. Seither entstanden zahlreiche musiktheatralische Abende zwischen Mythos und Utopie, die vor allem in der Hamburger Kampnagelfabrik, aber auch an den Theatern von Chur, Freiburg, Mannheim, Aachen und am Berliner HAU zu sehen waren. Auch seine erste Oper 20.000 Meilen unter dem Meer nach Jules Verne wurde 2011 in der Regie von Thomas Fiedler am Theater Eisenach und Meiningen, dann 2013 in einer Neufassung am Staatstheater Cottbus gespielt.
Eine weitere enge Arbeitsbeziehung verbindet ihn mit dem Film- und Opernregisseur Philipp Stölzl, mit dem er regelmäßig neue, oft spartenübergreifende Werke für Oper und Schauspiel an großen Häusern wie Zürich, Basel oder Dresden entwickelt. Auch die Uraufführung seiner zweiten Oper Frankenstein an der Hamburger Staatsoper fand 2018 in der Regie von Philipp Stölzl statt; 2020 wurde sie in Gelsenkirchen in neuer Inszenierung nachgespielt.
Von 2012 bis 2015 war er Dozent und Musikalischer Leiter für den Studiengang Opera Master der Zürcher Hochschule der Künste und betreute dort zahlreiche Abschlussperformances.
2016 wurde Jan Dvořák Chefdramaturg der Oper am Nationaltheater Mannheim unter der Intendanz von Albrecht Puhlmann. Dort begründete er die Reihen Musiksalon, NTM Pop und das Alphabet-Programm, realisierte eigene Regiearbeiten und richtete das Musiktheaterfestival Mannheimer Sommer programmatisch neu aus.
Höhepunkte der Mannheimer Zeit waren u. a. die Uraufführung Vespertine nach Björk mit dem dänischen Regiekollektiv Hotel Pro Forma, House of Usher mit Anna Viebrock, die Zusammenarbeit mit Roger Vontobel für Fidelio und Il trovatore und die Kommando Himmelfahrt-Arbeiten Wie werde ich reich und glücklich, Geisterbahn und Der Freischütz.
Seit Sommer 2019 arbeitet Jan Dvorak wieder als freischaffender Künstler u. a. für die Theater in Freiburg, Mannheim, Bern, Aachen und Bregenz. 2022 hatte seine Schauspieloper Carmilla an den Bühnen Bern Uraufführung. Am Nationaltheater Mannheim ist er weiterhin als künstlerischer Leiter des biennalen Festivals Mannheimer Sommer tätig.

## Stilistik
Dvořáks musikalischer Stil geht vom Song als kleinster musikalischer Einheit der Gegenwart aus. Im Song entsteht für den Komponisten eine überzeitliche Kontinuität, die vom frühbarocken Lied über Romantik und Jazz bis in die Zukunft reicht. Durch sein theatralisches Denken entstehen so Song-Zyklen, die narrative und szenische Implikationen haben oder im Zusammenhang mit Theaterprojekten stehen: Utopia (Auftrag der Camerata Bern, 2023), Vampire Songbook (2022, mit Sascha Bunz), Der Mensch als Pflanze (Auftrag des Ensemble Resonanz, 2015), oder Feeding the Multitude (für Kommando Himmelfahrt, 2014) sind Beispiele für solche musikalischen Hörspiele oder theatralen Suiten.
Oft weitet er die Songstrukturen auch zu musikalischen Großformen, integriert sie in reich gestaltete Klangflächen und Groovepatterns und schafft so landschaftlich anmutende Kompositionen wie Schauinsland (Auftrag des Theaters Freiburg, 2021), Ideale Landschaft (im Rahmen des Hamburger Bachpreis-Stipendiums, 2007) oder Nonett (Auftrag des Nathan-Quartetts, 2009).
Auch bei Musiktheaterwerken wie Hamburg Requiem (UA Kampnagel 2008), 20.000 Meilen unter dem Meer (UA 2011 im Landestheater Eisenach), Frankenstein (UA 2018 in der Hamburgischen Staatsoper) oder Carmilla (UA 2022 an den Bühnen Bern) verbindet sich narrative Operntradition und Elemente des postdramatischen Theaters mit Sprechmelodie, Drones und Songstrukturen, so dass neuartige Mischformen zwischen Musical, Songspiel und Oper entstehen. Dieses spezifisch kompositorisches Denken ist stilbestimmend auch bei seinen Arbeiten für das Schauspiel oder Performancetheater, die er als Text-Kompositionen begreift.

## Werke (Auswahl)

### Musikalische Werke
- 2023: Utopia, Songzyklus nach Thomas Morus (Auftrag der Camerata Bern)[7]
- 2022: Vampire Songbook, Songzyklus nach Sheridan La Fanu, mit Sascha Bunz
- 2022: Carmilla, Schauspieloper nach Sheridan La Fanu für Schauspiel- und Opernensemble (Auftragswerk der Bühnen Bern)
- 2021: Schauinsland –The Misfortune of the English, Musiktheater für Sopran, Sprecher, Kinderchor und Ensemble nach einem Text von Pamela Carter (Auftragswerk des Theaters Freiburg, mit Kommando Himmelfahrt)[8]
- 2018: Hamburg Requiem für Solisten, Chöre, Orchester und Band, revidierte Fassung (für Kommando Himmelfahrt)
- 2018: Frankenstein, Oper für Sprecher, Sänger, Chor und Kammerorchester (Auftragswerk der Staatsoper Hamburg)
- 2014: Der Mensch als Pflanze für E-Gitarre, Violine, Streichorchester und Cembalo (Auftragswerk des Ensemble Resonanz, Hamburg)
- 2014: Feeding the Multitude, szenische Kantate für Sänger, Chor und Kammerorchester (für Kommando Himmelfahrt)
- 2013: Bühnenmusik zu Hamlet für E-Gitarre und großes Orchester. (Auftragswerk des Südthüringischen Staatstheaters Meiningen)
- 2012: Nachtstücke für Streichquartett (Auftragswerk des Nathan Quartetts)
- 2011: 20.000 Meilen unter dem Meer. Musiktheater für Solisten, Chor, Ballett, Orchester und Band (Auftragswerk des Landestheaters Eisenach)
- 2010: Nonett für 2 Streichquartette und Kontrabass (Auftrag des Nathan-Quartetts)
- 2009: Konzert für Band und Orchester für Band, Klarinette, Posaune und Streichorchester (Auftragswerk der Hamburger Camerata)
- 2007: Ideale Landschaft für zwei Streichquartette und Kontrabass (im Rahmen des Bach-Preis-Stipendium der Stadt Hamburg, 2007)
- 2004: Stadtmusik für Soloposaune, Spielmannszüge, Kirchenglocken, Sirenen, Orgel, Zuspielung. (Auftragswerk des Südthüringischen Staatstheaters Meiningen)
- 2004: Plan A für drei Streicher, Klavier und Schlagwerk (Auftragswerk des Ensemble Trigger)
- 2000: Nächte für Sopran, Sprecher und Orchester nach H. Heine (Auftragskomposition der EXPO 2000)
- 1999: Punkt – Linie – Fläche für Klavierquintett
- 1999: Fehlschuss/Flucht für Kammerorchester (Auftragskomposition Forum Junges Musiktheater)
- 1998: Kraftspiele I-III für großes Orchester (Auftragskomposition des Harvestehuder Studentenorchesters)
- 1997–99: Mitschriften – Reihe von Solostücken für Klavier, Gitarre, Sprechstimme und Geige

### Arbeiten für das Theater
- 2025: Grand Finale, Musical, Theater Basel
- 2023: Wozzeck, Oper von A. Berg (Theater Aachen, Regie: Kommando Himmelfahrt)[9]
- 2022: Der Freischütz, romantische Oper von Carl Maria von Weber (Nationaltheater Mannheim, Regie: Kommando Himmelfahrt)
- 2020: Phantome der Oper, Opernrevue – Ko-Regie, Text und musikalisches Konzept (Nationaltheater Mannheim, mit Philipp Stölzl)
- 2019: Andersens Erzählungen, Schauspieloper – Libretto. (Theater Basel, Regie Philipp Stölzl)[10]
- 2018: Salon des lumières, Konzertreihe und Geheimloge von Kommando Himmelfahrt (Nationaltheater Mannheim)
- 2017: Der Phantast, Schauspiel – Text. (Staatsschauspiel Dresden, Regie: Philipp Stölzl)[11]
- 2017: Wie werde ich reich und glücklich? – Neufassung und -instrumentation der Revue von Mischa Spoliansky (Nationaltheater Mannheim, Regie: Kommando Himmelfahrt)[12]
- 2017: Vespertine, Musiktheater nach Björks gleichnamigem Album – Idee und Musikalische Konzeption (Nationaltheater Mannheim, Regie und Ausstattung: Hotel Pro Forma)
- 2016: Geisterbahn, Musiktheater-Installation von Kommando Himmelfahrt (Kampnagel Hamburg, Nationaltheater Mannheim, Theater Chur)
- 2014: Frankenstein, Schauspiel nach M. Shelly – Text, Dramaturgie und Bühnenmusik. (Schauspielhaus Basel, Regie Philipp Stölzl)
- 2014: Paradise Lost, Musiktheater nach Milton von Kommando Himmelfahrt (Kampnagel Hamburg)
- 2014: Speisung der 5000, Musiktheater von Kommando Himmelfahrt (Kampnagel Hamburg, Theater Chur)
- 2013: Utopia 1+2, zweiteilige Musiktheater-Inszenierung von Kommando Himmelfahrt (Kampnagel Hamburg, Internationale Bauausstellung Hamburg)[13]
- 2012: Leviathan, Musiktheater für Massenchor von Kommando Himmelfahrt (Kampnagel Hamburg)
- 2011: Der Blob, Tanztheater mit der Kompagnie ESPZ – Konzept und Regie (Kampnagel Hamburg)
- 2010: Dunkle Mädchen & Music Hall präsentieren Socrate von Erik Satie, Musiktheater von Kommando Himmelfahrt (Kampnagel Hamburg)
- 2009: The Himmelfahrt Radio Show, Musiktheater von Kommando Himmelfahrt (HAU 1 – Berlin)
- 2008: Hamburg Requiem, Future-Music-Picture-Show von Kommando Himmelfahrt (Kampnagel Hamburg K6)
- 2007: Rhythmus Berlin, Revue – Autor, Konzept. (Friedrichstadtpalast Berlin)
- 2006: Musik der Sterne, musikalische Komödie – Text (gemeinsam mit Sigrid Behrens) und Regie (Staatstheater Meiningen)
- 2005: The Fairy Queen, Musiktheater nach H. Purcell – Regie und Buch gemeinsam mit Christian Wiehle (Südthüringisches Staatstheater Meiningen)
- 2002: Roadmovie, Hörtheater – Musik und Regie (Text von Sigrid Behrens). (Kampnagelfabrik Hamburg)
- 2000: Cotta, Theaterkomposition nach Chr. Ransmayer – Musik und Konzeption, (Kampnagelfabrik Hamburg, Regie: Malte Ubenauf)